# Snatcher
Snatcher' (スナッチャー, Sunacchā) és un videojoc d'aventura amb una trama cyberpunk, escrit i dirigit per Hideo Kojima. Va ser desenvolupat i publicat per la companyia Konami. Originalment llançat en Japó pel NEC PC-8801 i el MSX2 en 1988, va ser rellançat pel TurboGrafx-16 en 1992 i posteriorment traslladat a les plataformes Sony Playstation i Sega Saturn en 1996. En Amèrica va ser llançat per al Sega CD i la seua contrapartida, el Mega CD en Europa en 1994, en la qual va anar la primera i única versió oficial traduïda a l'anglès. Snatcher s'ha guanyat a través dels anys un reduït grup de fans, gràcies a una narrativa madura, temes forts i la seua posterior actuació de veu. Snatcher fou fortament influenciat per diversos films de ciència-ficció i drames de crim com Blade Runner i The Terminator.

## Trama
El 6 de juny de 1991 una arma química coneguda com a Lucipher-Alpha, desenvolupada en Chernoton (Rússia), és llançada a l'atmosfera causant la mort del 80% de la població Euroasiàtica. L'àrea contaminada per aquesta arma es torna inhabitable per una dècada fins que Lucipher-Alpha muta en una forma no letal. Posteriorment, aquest esdeveniment es va conèixer com a "Catastrophe".
Cinquanta anys després, una raça de formes de vida artificials o bioroids, coneguts com a "snatchers", comencen a aparèixer en l'illa artificial de "Neo Kobe City", assassinant a la gent i prenent el seu lloc en la societat. Ningú sap exactament que són o d'on venen. Així, el jugador pren el paper de Gillian Seed, un treballador amb amnèsia de la força anti-snatcher dita JUNKER. L'objectiu del jugador és rastrejar la font dels "snatchers" i descobrir les misterioses connexions que Gillian té amb ells.
En la versió americana del joc, la data de la catàstrofe aquesta situada en 1996, sis anys després que en la versió japonesa. Aquest canvi va ser fet amb el propòsit de mantenir la història fresca per al públic occidental que no es trobava familiaritzat amb les versions japoneses anteriors del joc.

## Versions
Va haver sis versions de Snatcher des que va realitzar el seu debut en 1988. Cinc d'elles van ser llançades en Japó i tan sols una para Amèrica i Europa. Les versions japoneses no difereixen molt entre si, sent molts dels seus canvis de mer caràcter superficial, com la millora de gràfics i qualitat de la música. Les principals diferències entre PC-88 i el MSX, i les versions subseqüents, és l'addició del "Act 3" a la història que utilitzava veus en moments clau del joc.

### PC-8801 i MSX2
Aquesta va ser la primera versió del joc, apareguda al Japó en 1988 per a PC-8801 de NEC, un ordinador personal que gaudia d'un saludable èxit per aqueixes terres. El joc mancava del tercer acte, pel que el final era molt més tràgic i tenebrós. La raó és que Konami va pressionar a Hideo Kojima perquè finalitzara com més prompte el treball.
En aqueix mateix any va aparèixer també una versió per a l'arxiconegut sistema MSX2 de Sony, que bàsicament era igual al seu predecessor però amb un greu problema, els temps de càrrega. Aquests eren llarguíssims i feien d'aquest joc una experiència una mica tediosa, a causa d'una mala compressió de les dades a l'hora de fer la conversió d'un sistema a un altre.
Malgrat tot, Snatcher va gaudir d'una popularitat prou gran com per a convertir-se en un joc de culte i assegurar seqüeles o reedicions posteriors. La mecànica del joc ja estava completament definida. Ens movem per pantalles estàtiques i realitzem les accions a través del teclat numèric, mentre la història ens és revelada mitjançant textos. La interessant trama ja ho convertia en un joc summament addictiu.

### PC Engine
En 1992, Konami va decidir rellançar Snatcher pel sistema que llavors arrasava en terres nipones, el PC Engine en la seua versió CD (conegut a Occident com Turbo Duo). Aquesta revisió del joc es va fer extremadament popular, i és en la qual es basa l'adaptació posterior per a Mega CD. Gràcies al suport digital, els programadors van tenir llibertat per a afegir tot el que van voler, així com l'extraviat tercer acte. Amb una gran banda sonora i gràfics molt millorats, el joc també va tenir per primera vegada veus per als personatges durant els moments clau del joc.
Aquesta és una de les versions més valorades pels fans de la saga, ja que és l'única que no ha estat censurada (al contrari de les següents versions per a Mega CD, Sega Saturn i Playstation)i és l'únic joc que posseeix íntegres les escenes de Catherine en la dutxa, la de la seua gossa Alice o la de la dona Snatcher que després de ser abatuda descobrix els seus sens. A pesar d'això aquesta versió té un gran problema per al públic Occidental: està en perfecte japonès. Per tant, si no es domina aquest idioma és impossible gaudir del joc.

### Mega CD
Gràcies al gran esforç que van realitzar Sega i Konami, els afeccionats Occidentals van poder descobrir Snatcher, en una versió exclusiva per a Occident que millorava l'anterior de PC Engine, amb noves escenes, gràfics retocats, més escenes d'acció i una assolida traducció. Esment a part es mereix el doblatge, millor fins i tot que el japonès.
Algunes escenes amb contingut eròtic van ser modificades (el cap de Gillian no deixa veure el cos nu de Catherine, la dona Snatcher no ensenya els pits, no podem trobar la cinta eròtica en el mercat negre...) però les violentes van quedar pràcticament intactes, excepte algun detall. Per aqueixa raó el joc es va guanyar certa dolenta fama entre el públic nord-americà intolerant i es va convertir en una referència quant a violència en els videojocs.
A pesar de ser la millor versió del joc que existeix (superior als seus homònimes de 32 bits) no va gaudir de molta acceptació als Estats Units, i la cosa tampoc va millorar massa a Europa. Es van vendre poques còpies i per això aconseguir-ne una avui dia a un preu raonable és una àrdua tasca. Com curiositat, és també l'única versió compatible amb pistola, detall que li atorga àdhuc més immersió a un joc ja per si mateix absorbent.

### Sega Saturn i Playstation
En ple apogeu dels 32 bits, Konami va decidir realitzar sengles remakes per a les consoles del moment, Sega Saturn i Playstation. La primera versió apareguda fou per a la consola de Sony i realment va decebre. Les il·lustracions havien estat redibuixades o desacertadament retocades, fet que els fans no van valorar, preferint les de versions anteriors. Amb la música va passar el mateix, tenia temes bons, però alguns que havien estat substituïts no estaven a l'altura. La censura va ser implacable, aplicant un mosaic en totes les escenes de fort contingut i per a rematar, es va obsequiar al públic amb un parell d'escenes Full Motion Video molt precàries fins i tot per a l'època.
Més tard va aparèixer la versió per al sistema de Sega, amb tots els defectes de la seua antecessora, però amb l'al·licient que la censura era molt menor.